# 第9軍団 (北軍)
南北戦争中の北軍第9軍団（IX Corps）は、カロライナ、バージニア、ケンタッキー、テネシー及びミシシッピで活動した軍団である。

## 歴史

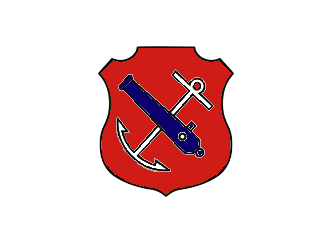
第9軍団第1師団記章

### 編成、第2次ブルラン、アンティータム
正式に軍団番号が与えられたのは1862年7月22日であるが、第9軍団の組織自体は1862年2月のアンブローズ・バーンサイドによるノースカロライナ遠征に遡る。6月にノースカロライナ遠征が北軍の勝利で終了すると、バージニア州ニューポートニューズにおいて、ノースカロライナ遠征に参加したバーンサイドの2個師団とアイザック・スティーブンス准将の師団を中核とし、3個師団に編成の第9軍団が組織された。師団長は、スティーブンス、ジェシー・リー・リノ少将及びジョン・パーク（John G. Parke）少将であった。
第9軍団はポトマック軍に所属していたが、ニューポートニューズに短期間滞在した後、ジョン・ポープ少将のバージニア軍を補強するよう命令を受け、8月28日-30日の第二次ブルランの戦いに参戦した。これが第9軍団にとって初めての戦闘であったが、スティーブンスとリノの2個師団のみが参加し、その戦力は12個連隊、2個砲兵中隊で兵力は5,000人以下であった。バーンサイドが不在であったため、リノが代理の軍団長を務めた。第二次ブルランの戦いでの損害は、戦死204人、戦傷1,000人、行方不明319人の合計1,523人であった。いくつかの連隊は南軍の激しい砲火にさらされ、第28マサチューセッツ連隊は234人の損害を出している。
その後第9軍団はポトマック軍のメリーランド方面作戦に加わった。バーンサイドはポトマック軍右翼の司令官として第1軍団と第9軍団を指揮したため、リノが引き続き第9軍団の司令官を務めた。スティーブンスは9月1日のシャンティリーの戦いで戦死しており、スティーブンスに代わって第1師団長にはオーランド・ウィルコックス（Orlando B. Willcox）が就任し、第2師団長はサミュエル・スタージス（Samuel D. Sturgis）、第3師団長はアイザック・ロッドマン（Isaac P. Rodman）が任じられた。メリーランド方面作戦中は、ジェイコブ・ドルソン・コックスのクナーウ師団が一時的に所属した。また、いくつかの連隊も追加され、4個師団の戦力は29個連隊、5個砲兵中隊、総人員13,819人（非戦闘員含む）であった。
1862年9月14日のサウス山の戦いは、ほぼバーンサイドのポトマック軍右翼のみが戦った。サウス山の戦いは北軍の勝利に終わったが、第9軍団は戦死157人、戦傷691人、行方不明41人の合計889人の損害を出した。第1軍団の損害もほぼ同程度であった。リノはこの戦いで戦死し、コックスがその後を引き継いだ。9月17日にはアンティータムの戦いが発生、北軍が勝利し南軍のメリーランド侵攻は終わった。この戦いでは両軍共に大損害を受けたが、第9軍団は約8500名の実働人員に対し、戦死438人、戦傷1,796人、行方不明115人の合計2,349人の損害を受けた。第3師団長のロッドマンも瀕死の重傷を負った。コックスの師団は、この戦役の後にバージニアに戻った。この師団はサウス山とアンティータムで輝かしい勇気を示していた。
コックスは軍団を去り、ウィルコックスが軍団長となった。ウィルコックスの後任の第1師団長にはウィリアム・バーンズ（William Wallace Burns）が就任した。ロッドマンの後任の第3師団長にはジョージ・ゲッティ（George W. Getty）が就任した。
1862年11月5日、バーンサイドはポトマック軍の司令官に任命され、アメリカ連合国の首都リッチモンドを目指し南下した。12月11日 - 12月15日のフレデリックスバーグの戦いでは、第9軍団は第2軍団と右翼大師団（Right Grand Division）を構成し、エドウィン・サムナー少将がその指揮をとった。第9軍団の兵力は31個連隊、5個砲兵中隊であったが、フレデリックスバーグでは戦死111人、戦傷1,067人、行方不明152人、合計1,330人の損害を受けた。北軍は敗北し、北へ引き上げた。この戦いの後しばらくして、ジョン・セジウィックが軍団長となり、ウィルコックスは師団長に戻った。

### 西部戦線
1863年2月5日、セジウィックに代わってウィリアム・ファーラー・スミスが軍団長となり、2月12日にニューポートニューズへの移動が命令され、そこに約1ヶ月留まった。スミスが軍団長を務めたのは短期間であり、翌月にはジョン・パークが軍団長となった。ニューポートニューズ滞在中に、ゲッティの第3師団はサフォークへの移動を命令され、第7軍団に編入された。この師団は第9軍団に戻ることはなかったが、1864年にその内の第4ロードアイランド連隊のみが第9軍団に復帰した。
バーンサイドはフレデリックスバーグの敗北後にポトマック軍の司令官を解任され、ケンタッキーとテネシー東部も担当する、オハイオ軍管区（Department of Ohio）の司令官に任命された。彼はかつての彼の軍団を隷下に組み入れることを願い出て許可された。1863年3月19日、パークはウィルコックスとスタージスの2個師団を率いて西部戦線に向けて出発することとなった。出発の直前、第2師団長がスタージスからロバート・ポッター（Robert Brown Potter）に交替した。第9軍団は2ヶ月間占領軍としてケンタッキーに駐屯した。1863年6月、ビックスバーグの包囲戦の最中のユリシーズ・グラントを支援する命令を受け、直ちに出発した。ビックスバーグではその包囲には参加したが、戦闘を交えることは無かった。ビックスバーグの南軍の降伏後、パークの2個師団は主力軍に合流し、ジャクソン (ミシシッピ州)に向かった。そこでの戦いでは死者34人、戦傷229人、行方不明28人、合計291人の損害を受けた。ウィルコックスはインディアナでの任務についたため、第1師団はトーマス・ウェルシュ（Thomas Welsh）が師団長となった。ビックスバーグ方面作戦は、戦闘によってではなく疾病によって、軍団にとって高くつくものとなった。マラリアに倒れた中にはウェルシュも含まれ、治療のために家に向かったがまもなく死亡した。
第9軍団は1863年8月にミシシッピを離れケンタッキーに戻った。そこで短期間休息を取った後、すでに始まっていたバーンサイドの東テネシー侵攻に参加した。2個師団の兵力は約6,000人にまで減少していた。パークはオハイオ軍の参謀長に転出し、ポッターが軍団長となった。師団長はエドワード・フェレーロ（Edward Ferrero）准将とジョン・ハートランフト大佐であった。
フェレーロの師団は、1863年10月10日に小規模なブルースプリングの戦いに参戦した。軍団全体としては、11月16日のキャンベル駅の戦いに参加した。軍団はノックスビル (テネシー州)を占領し、その解放に出動してきたジェイムズ・ロングストリートの軍と戦い、12月4日にロングストリートが撤退するまでそれは続いた。

### オーバーランド方面作戦
1864年1月17日、ポッターに代わってウィルコックスが軍団長となったが、1月26日にはパークが軍団長となり、ウィルコックスは第2師団長となった。
バーンサイドは軍の再編成のために、アナポリス (メリーランド州)に戻るように命令された。4月にはバーンサイドの下に第9軍団は4個師団編成に拡張され、それぞれの師団長はトーマス・スティーブンソン（Thomas G. Stevenson）、ポッター、ウィルコックス、フェレーロであり、フェレーロの師団はアフリカ系アメリカ人で構成されていた。軍団の実働人員は19,331人で野砲42門を有していた。兵力はさらに増強され5月10日には32,708人となっている。それぞれ砲兵2個中隊を有する4個師団に加え、6個砲兵中隊から成る予備砲兵旅団、重砲部隊および騎兵部隊の兵を歩兵とした特設連隊があった。合計で42個歩兵連隊、14個野砲兵中隊から構成されていた。フェレーロの黒人部隊はそれまで戦闘に参加したことがなかったが、白人連隊も多くは新設部隊か、あるいは基地任務しか経験がなかった。古参の連隊の場合でも、兵士自体は新規の徴兵が多かった。
1864年5月に開始されたオーバーランド方面作戦では、北軍総司令官ユリシーズ・グラントがロバート・E・リーに対して攻勢作戦をとった。グラントの隷下にはジョージ・ミードのポトマック軍と、これとは独立してグラント直轄の第9軍団があった。バーンサイドは形式的にはミードより上位のランクにあり、ミードからの命令を受けることを拒んだため、この変則的な編成がとられた。ノースアンナの戦い（5月23日-26日）前には、グラントはこの組織は非効率であると判断し、バーンサイドを説得してパークと共に自身の参謀長に据えた。これによって、第9軍団をグラント直轄にする必要が無くなり、5月25日に第9軍団はポトマック軍の所属となった。
オーバーランド方面作戦の最初の戦いである、5月5日-7日の荒野の戦いでは、戦死240人、戦傷1,232人、行方不明168人、合計1,640人の損害を出した。5月8日-21日のスポットシルバニア・コートハウスの戦いにおける損害は3,146人、内訳は戦死486人、戦傷2,119人、行方不明469人であった。最大の損害を出したのは5月12日で「ミュール・シュー」突出部の右側面に対して突撃をかけたときであった。第1師団長のスティーブンソンは5月10日に戦死、以前第21軍団長を務めていたトマス・L・クリッテンデンが後を継いだ。

### ピーターズバーグとクレーター
コールドハーバーの戦いの最中の1864年6月9日、クリッテンデンは自身の要請によって第1師団長を退き、ジェイムズ・レドリー（James H. Ledlie）准将が師団長となった。第二次ピーターズバーグの戦いでの最初の突撃となった6月17日、軍団は輝かしい攻撃を実施した。ポッターの師団は南軍前線を突破、一旦は確保したが、適切な支援が得られなかったために手放さざるを得なかった。翌日も同様の攻撃を実施したが、ポッターとウィルコックス師団の損害率は異常に高かった。損害は、戦死497人、戦傷3,232人、行方不明262人の合計2,991人に達した。戦死者の中には工兵部隊の指揮官であるジェイムズ・モートン（James St. Clair Morton）准将が含まれていた。
南軍の防衛陣地は突撃で抜くには強固過ぎた。南軍は塹壕を掘り、その後10ヶ月間続く包囲戦に備えた。6月19日、それまで後方任務についていて不在であった、フェレーロの黒人兵からなる第4師団が軍団に加わり、他の3個師団と共に、塹壕に入った。第9軍団の前線の一部は敵の防御陣地に非常に接近しており、間断なく敵の砲火にさらされたため、毎日のように死傷者が出た。他の軍団が担当する前線は比較的静かであったが、第9軍団の兵士は常に注意を怠らない必要があり、また死に直面していたため、大変な緊張を強いられた。南軍は、フェレーロの黒人師団の存在のために、必要以上に第9軍団に圧力をかけたと思われる。
第9軍団は悪名高いクレーターの戦いで主役を演じた。この戦いでは、長い坑道を南軍防御陣地まで掘り進み、そこを爆破するというものであった。この坑道は、ポッター師団の第48ペンシルベニア連隊の元炭鉱労働者によって掘り進められ、4トンの火薬を爆発させることに成功した。この爆発により巨大なクレーターができたが、続く突撃は失敗した。元々突撃はフェレーロの黒人兵が実施する予定で、クレーターの淵に沿って突撃する訓練を受けていた。しかし、突撃直前に、グラントとミードは、政治的な理由から黒人師団ではなく白人師団を使うようにバーンサイドに命令した。結果としてレドリーの第1師団が担当することとなったが、兵士はこの攻撃のための訓練を受けておらず、レドリー自身も酒に酔って後方にいた。兵士たちはクレーターの中央に進んでしまい、クレーターの淵に陣取る南軍兵士からの良い的になってしまった。フェレーロの黒人師団は後方でよく戦ったが、成功の機会は無かった。第9軍団の損害は3,475人に達し、その内訳は戦死473人、戦傷1,646人、行方不明1,356人であった。直後にレドリーは解任され、第1師団長には第23軍団の第2師団長であったジュリアス・ホワイト（Julius White）准将が就任した。
1864年8月13日、バーンサイド休暇扱いとされ、軍団に戻ることはなかった。パークが軍団長となり、戦争終了までその任にあった。8月19日-21日のグローブタバンの戦いでは、ホワイト、ポッター及びウィルコックスの師団が参戦し、相当の損害を出した。参加した歩兵は6,000人以下であったが、60人が死亡し315人が負傷した。この時点までに各師団の実働兵力は大きく減少していたため、組織の見直しが必要となった。ホワイトの第1師団は解散となり、所属連隊はポッターとウィルコックスの師団に振り分けられた。師団番号も変わり、ウィルコックス師団が第1師団、ポッター師団が第2師団、フェレーロの黒人師団が第3師団となった。しかし12月にはフェレーロの師団は軍団を離れ、多くの連隊は新設の黒人兵のみで構成された第25軍団に配属された。フェレーロ自身はバミューダ・ハンドレッドでの特設部隊の司令官となった。

### 1865年
フェレーロ師団の空白は、ペンシルベニアの徴兵期間1年の兵で構成された6個連隊を、2個旅団編成の師団とすることで埋められた。師団長はジョン・ハートランフトが務めた。この師団はステッドマン砦の戦いでは防衛任務につき、重要な岐路で見せた能力によりハートランフトに栄誉を加えた。
1865年3月31日時点での軍団兵力は、実働18,153人であり、野砲36門を有していた。この兵力で第9軍団は最後の作戦に参加し、4月2日、ピーターズバーグは陥落した。第9軍団のみが戦果をあげた訳ではないが、ピーターズバーグの公共建築物に最初に旗を掲揚したのは第9軍団であった。この戦闘が軍団の最後の戦闘であり、1865年7月27日に軍団は解散した。

## 歴代軍団長
| アンブローズ・バーンサイド     | ポトマック軍     | 1862年7月22日 – 1862年8月3日   |
| アンブローズ・バーンサイド     | バージニア軍     | 1862年8月3日 – 1862年9月3日    |
| ジェシー・リー・リノ           | ポトマック軍     | 1862年9月3日 – 1862年9月14日   |
| ジェイコブ・ドルソン・コックス | ポトマック軍     | 1862年9月14日 – 1862年10月8日  |
| オーランド・ウィルコックス     | ポトマック軍     | 1862年10月8日 – 1863年1月16日  |
| ジョン・セジウィック           | ポトマック軍     | 1863年1月16日 – 1863年2月5日   |
| ウィリアム・ファーラー・スミス | バージニア軍管区 | 1863年2月5日 – 1863年3月8日    |
| オーランド・ウィルコックス     | バージニア軍管区 | 1863年3月8日 – 1863年3月17日   |
| アンブローズ・バーンサイド     | オハイオ軍管区   | 1863年3月17日 – 1863年3月19日  |
| ジョン・パーク                 | オハイオ軍管区   | 1863年3月19日 – 1863年4月4日   |
| オーランド・ウィルコックス     | オハイオ軍管区   | 1863年4月4日 – 1863年6月5日    |
| ジョン・パーク                 | テネシー軍管区   | 1863年6月5日 – 1863年8月25日   |
| ジョン・ポッター               | オハイオ軍       | 1863年8月25日 – 1863年9月15日  |
| ジョン・パーク                 | オハイオ軍       | 1863年9月15日 – 1863年9月17日  |
| アンブローズ・バーンサイド     | オハイオ軍       | 1863年9月17日 – 1863年12月9日  |
| ジョン・フォスター             | オハイオ軍       | 1863年12月9日 – 1864年1月17日  |
| オーランド・ウィルコックス     | オハイオ軍       | 1864年1月17日 – 1864年1月26日  |
| ジョン・パーク                 | オハイオ軍       | 1864年1月26日 – 1864年3月16日  |
| オーランド・ウィルコックス     | オハイオ軍       | 1864年3月16日 – 1864年4月13日  |
| アンブローズ・バーンサイド     | オハイオ軍       | 1864年4月13日 – 1864年5月24日  |
| アンブローズ・バーンサイド     | グラント直轄     | 1864年5月24日– 1864年8月22日   |
| ジョン・パーク                 | ポトマック軍     | 1864年8月22日 – 1864年9月1日   |
| オーランド・ウィルコックス     | ポトマック軍     | 1864年9月1日 – 1864年9月10日   |
| ジョン・パーク                 | ポトマック軍     | 1864年9月10日 – 1864年12月31日 |
| オーランド・ウィルコックス     | ポトマック軍     | 1864年12月31日 – 1865年1月12日 |
| ジョン・パーク                 | ポトマック軍     | 1865年1月12日 – 1865年1月24日  |
| オーランド・ウィルコックス     | ポトマック軍     | 1865年1月24日 – 1865年2月2日   |
| ジョン・パーク                 | ポトマック軍     | 1865年2月2日 – 1865年4月24日   |
| ジョン・パーク                 | ワシントン軍管区 | 1865年4月24日 – 1865年6月7日   |
| オーランド・ウィルコックス     | ワシントン軍管区 | 1865年6月7日 – 1865年6月26日   |
| ジョン・パーク                 | ワシントン軍管区 | 1865年6月26日 – 1865年7月27日  |

## 参考資料
- Eicher, John H., and Eicher, David J., Civil War High Commands, Stanford University Press, 2001, ISBN 0-8047-3641-3.
- Fox, William F., Regimental Losses in the American Civil War, reprinted by Morningside Bookshop, Dayton, Ohio, 1993, ISBN 0-685-72194-9.